# Richard Wallace (réalisateur)
Pour les articles homonymes, voir Richard Wallace.

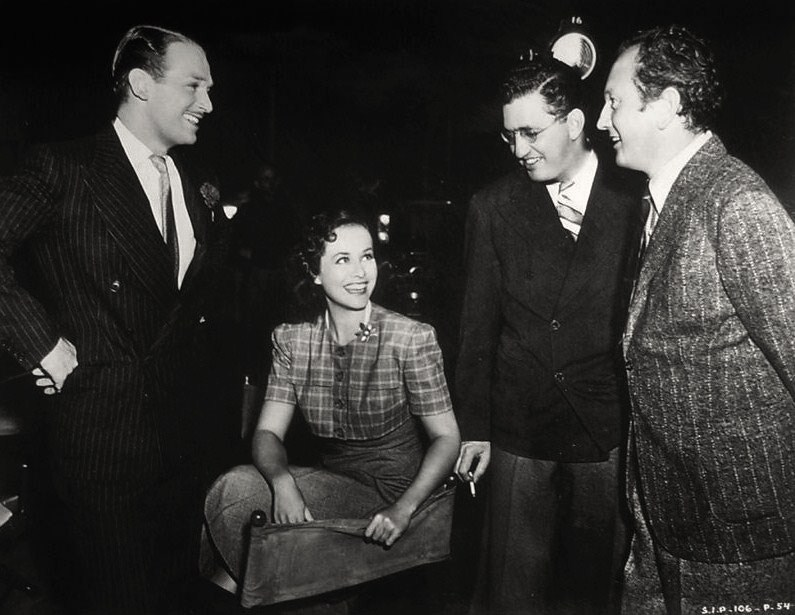
De g. à d. : Douglas Fairbanks Jr., Paulette Goddard, David O. Selznick et Richard Wallace, sur le tournage de La Famille sans-souci (1938)

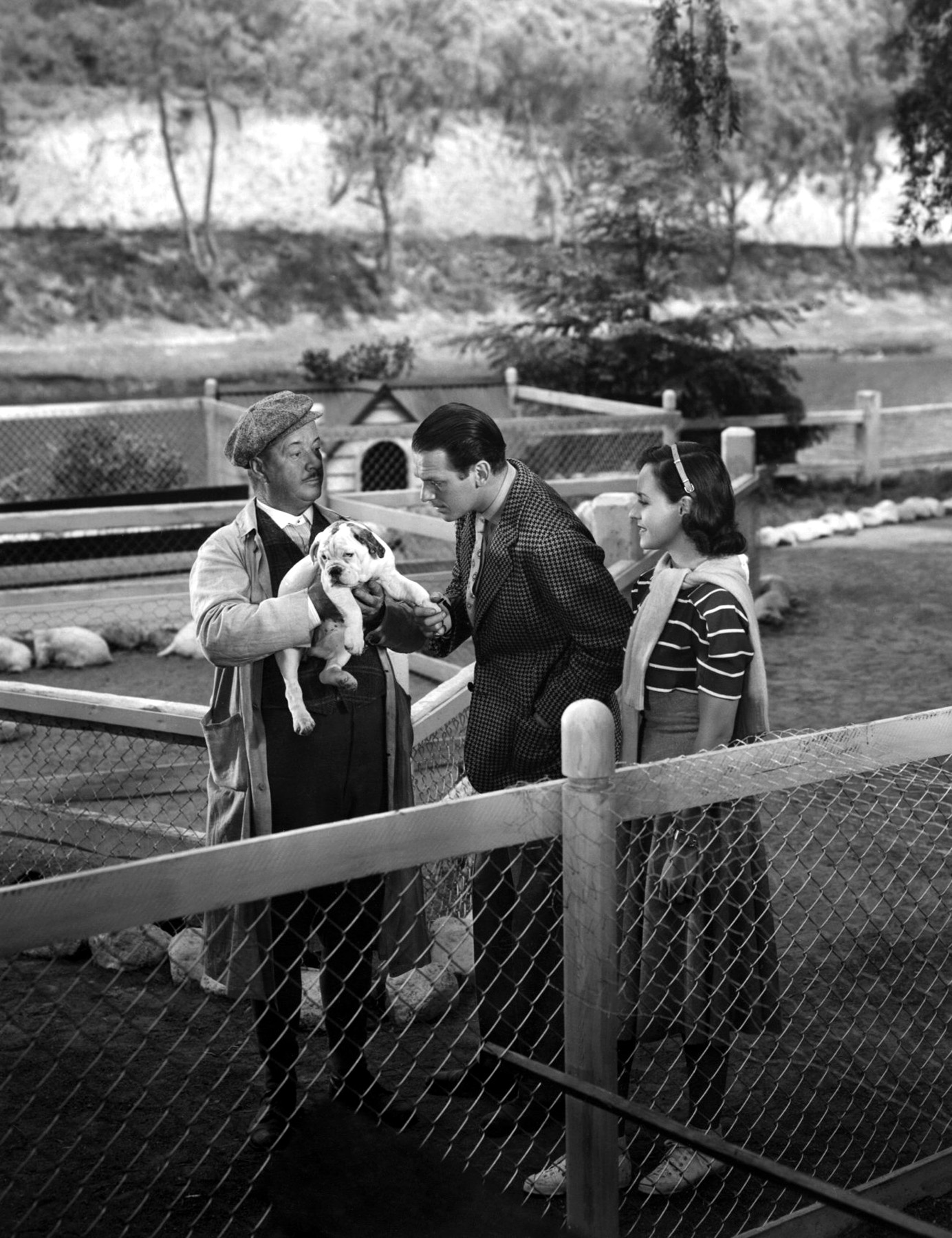
Billy Bevan, Douglas Fairbanks Jr. et Paulette Goddard, dans La Famille sans-souci (1938)

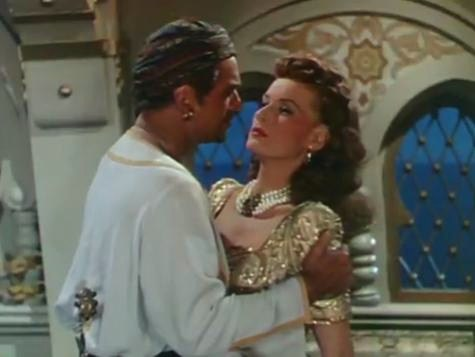
Douglas Fairbanks Jr. et Maureen O'Hara, dans Sinbad le marin (1947)

(Clarence) Richard Wallace, né le 26 août 1894 à Sacramento (Californie) et mort le 3 novembre 1951 à Los Angeles (Californie), est un réalisateur et scénariste américain.

## Biographie
Richard Wallace travaille comme réalisateur à partir de 1925 pour les Studios Mack Sennett (collaborant notamment avec Stan Laurel et Oliver Hardy) et par la suite, pour la Paramount, la Columbia ou encore la RKO, entre autres. Deux de ses films les mieux connus, sortis en 1947, sont Sinbad le marin (avec Douglas Fairbanks Jr. et Maureen O'Hara) et Taïkoun (avec John Wayne et Laraine Day).
Une étoile lui est dédiée sur le Walk of Fame d'Hollywood Boulevard.

## Filmographie complète

### Comme réalisateur

#### Années 1920
- 1925 : Ice Cold
- 1925 : One Wild Night
- 1925 : Jiminy Crickets
- 1925 : Beware of your Relatives
- 1925 : Starvation Blues
- 1926 : The Honeymoon Hotel
- 1926 : What's the World coming to
- 1926 : Tight Cargo
- 1926 : Madame Mystery[1]
- 1926 : Dizzy Daddies
- 1926 : So this is Paris ?
- 1926 : Never too Old
- 1926 : Deux maris, des soucis ! (Along Came Auntie)[2]
- 1926 : The Merry Widower
- 1926 : La Reine du Jazz (Syncopating Sue)
- 1926 : Raggedy Rose
- 1927 : McFadden's Flats
- 1927 : The Poor Nut
- 1927 : Chiffons (The American Beauty)
- 1927 : A Texas Steer
- 1928 : Lady Be Good
- 1928 : The Butter and Egg Man
- 1928 : Le Rêve immolé (The Shopworn Angel)
- 1928 : Heart Trouble
- 1929 : La Chanson de Paris (Innocents of Paris)
- 1929 : Le Célèbre Capitaine Blake (The River of Romance)

#### Années 1930
- 1930 : The Right to Love
- 1930 : Anybody's War
- 1930 : Seven Days Leave
- 1931 : Le Chemin du divorce (The Road to Reno)
- 1931 : Kick In
- 1931 : Man of the World
- 1932 : La Foudre d'en bas (Thunder Below)
- 1932 : Tomorrow and Tomorrow
- 1933 : The Masquerader
- 1934 : Le Petit Ministre (The Little Minister)
- 1934 : Eight Girls in a Boat
- 1936 : Bonne Blague (Wedding Present)
- 1937 : Blossoms on Broadway
- 1937 : Deux femmes (John Meade's Woman)
- 1938 : La Famille sans-souci (The Young in Heart)
- 1939 : Les Petites Pestes (The Under-Pup)

#### Années 1940
- 1940 : Capitaine Casse-Cou (Captain Caution)[3]
- 1941 : She knew all the Answers
- 1941 : Son patron et son matelot (A Girl, a Guy and a Gob)
- 1942 : The Wife takes a Flyer
- 1942 : Obliging Young Lady
- 1943 : My Kingdom for a Cook (en)
- 1943 : Nid d'espions (The Fallen Sparrow)
- 1943 : Bombardier
- 1943 : Une nuit inoubliable (A Night to Remember)
- 1944 : Bride by Mistake (en)
- 1945 : L'Apprentie amoureuse (Kiss and Tell)
- 1945 : La Cinquième Chaise (It's in the Bag !)
- 1946 : Because of Him
- 1947 : Taïkoun (Tycoon)
- 1947 : Traquée (Framed)
- 1947 : Sinbad le marin (Sinbad the Sailor)
- 1948 : Vivons un peu (Let's live a Little)
- 1949 : L'amour a toujours raison (A Kiss for Corliss)
- 1949 : Un délicieux scandale (Adventure in Baltimore)

### Comme scénariste
- 1925 : Nobody wins de Scott Darling (court métrage)
- 1925 : Dog Biscuits de Scott Darling (court métrage) (+ histoire)
- 1925 : Heart Trouble de Scott Darling (court métrage)
- 1925 : Discord in 'A' Flat de Scott Darling (court métrage) (histoire)
- 1925 : Starvation Blues (court métrage, réalisé par lui) (histoire)